# Bac-Lieu-Vogelschutzgebiet
Koordinaten: 9° 14′ 27″ N, 105° 42′ 58″ O
Das kleine Bac-Lieu-Vogelschutzgebiet liegt in Südvietnam, Provinz Bac Lieu im   Mekong-Delta und hat eine Fläche von 127 Hektar.
Das Gebiet wurde 1997 in das Cac-San-Chim-Naturreservat eingefügt, welches mehrere isolierte Schutzgebiete an der Südküste in sich vereinigt.
Das sehr fruchtbare und landwirtschaftlich intensiv genutzte Reisanbaugebiet im Delta besitzt ein kleines Waldstück – letzter Rest des ursprünglichen Waldes, sowie auch saisonal überschwemmte Graslandzonen und Mangroven (Lumnitzera racemosa) kommen im Gebiet vor. Umgeben ist das Schutzgebiet von Reisfeldern, die landschaftsbestimmend für das Mekong-Delta sind. Etwa 930 Vögel der Braunwangenscharbe (Phalacrocorax fuscicollis) leben und brüten im Gebiet.